# Kreis Balerna
Der Kreis Balerna bildet zusammen mit den Kreisen Kreis Caneggio, Kreis Mendrisio, Kreis Riva San Vitale und Kreis Stabio den Bezirk Mendrisio des Kantons Tessin in der Schweiz. Der Sitz des Kreisamtes ist in Balerna.

## Gemeinden
Der Kreis setzt sich aus folgenden Gemeinden zusammen:
| Wappen            | Name der Gemeinde | Einwohner (Dez. 2018) | Fläche in km² | BFS-Nr |
| ----------------- | ----------------- | --------------------- | ------------- | ------ |
| Balerna           | Balerna           | 3335                  | 2,53          | 5242   |
| Castel San Pietro | Castel San Pietro | 2225                  | 11,84         | 5249   |
| Chiasso           | Chiasso           | 7565                  | 5,35          | 5250   |
| Morbio Inferiore  | Morbio Inferiore  | 4419                  | 2,26          | 5257   |